# 卢齐阿尼亚
卢齐阿尼亚是巴西戈亚斯州的一个市镇。总面积3961.536平方公里，总人口187262人，人口密度47.3人/平方公里。